# Nesthy Petecio
Nesthy Petecio (Santa Cruz, 11 de abril de 1992) é uma boxeadora filipina, medalhista olímpica.

## Carreira
Petecio veio de uma família pobre; seu pai era fazendeiro enquanto sua mãe é dona de casa. Quando jovem, ao lado dos irmãos, teve que ajudar seus pais na fazenda para ganhar a vida. Segundo ela, o boxe abriu caminho para que pudesse frequentar a faculdade na Universidade Tecnológica de Rizal, apesar dos problemas financeiros e considera-o como sua "saída da pobreza". Ela conquistou a medalha de prata nos Jogos Olímpicos de Verão de 2020 em Tóquio, após confronto na final contra a turca Busenaz Sürmeneli na categoria peso pena.